# 리틀도쿄

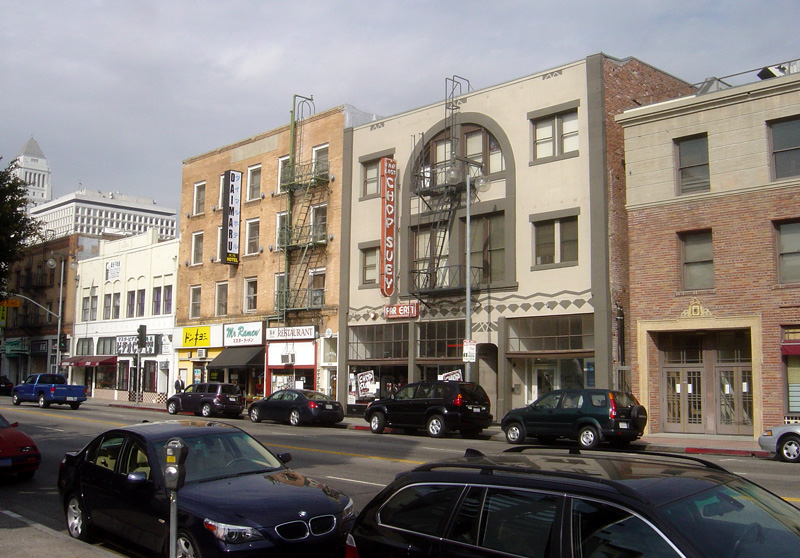
리틀도쿄

리틀도쿄(영어: Little Tokyo, 일본어: リトル・トーキョー 리토루 도쿄[*])는 미국 캘리포니아주 로스앤젤레스 다운타운에 있는 미국 최대의 일본인 거리의 통칭이다.

## 같이 보기
- 코리아타운 (로스앤젤레스)